# Die ist nicht von gestern
Die ist nicht von gestern (Originaltitel: Born Yesterday) ist eine US-amerikanische Filmkomödie des Regisseurs George Cukor aus dem Jahr 1950 nach dem Bühnenstück Nicht von gestern (Born Yesterday) von Garson Kanin. Deutschland-Premiere war am 4. Dezember 1951.

## Handlung
Der Multimillionär Harry Brock, der als Self-Made-Man mit Schrottplätzen und manchen illegalen Methoden sein Vermögen gemacht hat, reist nach Washington, um ein paar Politiker zu bestechen. Er wird von seiner Verlobten Emma Dawn und seinem Anwalt Jim Devery begleitet. Emmas Unwissenheit und ihre fehlenden Manieren fallen bei einem abendlichen Treffen mit einem Kongressabgeordneten und dessen Frau unangenehm auf. Obwohl es um Harrys eigene Manieren auch nicht zum Besten steht, entscheidet er sich, dass ein Lehrer für sie engagiert werden soll. Seine Wahl fällt auf den kultivierten Journalisten Paul Verrall, den er kürzlich kennengelernt hat.
Unter Pauls Anleitungen wird Emma zu einer selbstsicheren Frau, die nun beginnt, den Charakter ihres Verlobten und dessen berufliche Tätigkeiten zu hinterfragen. Sie lernt über Geschichte, Politik, Kultur und Gesetz, wobei sie sich als kluge Schülerin herausstellt. Emma verliebt sich in Paul, der sie im Gegensatz zu Harry mit Höflichkeit und Respekt behandelt.
Devery fordert Harry schon länger auf, Emma nach sieben Jahren Verlobungszeit endlich zu heiraten, da sie mit ihrem Namen als Strohmann viele Besitztümer und Aktivitäten Harrys, die er so vor der Steuerfahndung versteckt, abdeckt – so ist ihr offiziell ein nicht unerheblicher Teil von Harrys Vermögen überschrieben. Schließlich kommt es zu einem Konflikt mit Emmas neugefundener Unabhängigkeit, als sie sich weigert, Papiere für ein zwielichtiges Geschäft von Harry zu unterschrieben. Harry, der sie durchaus liebt, reagiert wütend auf ihre Rebellion und schlägt sie. Emma unterschreibt daraufhin die Papiere, verlässt aber anschließend die Wohnung und bittet Paul um Hilfe. Durch die auf Emmas Namen unterschriebenen Papiere und ihrer neuen Entschlossenheit können die beiden aus Harrys Einflussbereich entfliehen. Emma verspricht Harry, den ihr überschriebenen Besitz in langsamen Raten zurückzugeben, solange wie er sie und Paul in Frieden lässt. Schließlich heiraten Paul und Emma.

## Hintergrund
Für die Filmrechte bekam Garson Kanin mit rund einer Million Dollar die bis dahin höchste Summe. Columbia-Chef Harry Cohn bezahlte soviel, um seinen Topstar Rita Hayworth in den Film zu bekommen. Doch Hayworth war nach ihrer Hochzeit mit Aly Khan nicht mehr an dem Film interessiert. Anschließend waren für die weibliche Hauptrolle unter anderem Gloria Grahame, Jean Arthur und Lana Turner im Gespräch. Schließlich wählte man Judy Holliday aus, die die Rolle der Emma schon vier Jahre lang im Bühnenstück am Broadway gespielt hatte. Autor Kanin und seine Ehefrau Ruth Gordon hatten sich bereits dafür eingesetzt, dass Holliday auch die Figur in der Filmversion spielen sollte, doch Columbia Pictures war wegen ihrer fehlenden Bekanntheit beim Filmpublikum zunächst unsicher. Kanin und Gordon schrieben für Holliday extra eine größere Nebenrolle in der 1949 erschienenen Komödie Ehekrieg (ebenfalls unter Cukors Regie), durch die Holliday dem Filmpublikum bekannt wurde und auch die Produzenten der Columbia von ihrem komödiantischen Talent überzeugen konnte. Neben Holliday spielten auch die Nebendarsteller Frank Otto und Larry Oliver erneut die Rollen, die sie bereits zuvor im Broadway-Stück dargestellt hatten.
Für die Kostüme war der Oscarpreisträger Jean Louis verantwortlich, für das Szenenbild sorgte Harry Horner. Als Regieassistent fungierte der spätere Fernsehregisseur Earl Bellamy. Bei der Filmmusik wurde unter anderem Musik aus Ludwig van Beethovens 2. Symphonie, Opus 36 entnommen.
Born Yesterday war sowohl bei Kritikern als auch beim Publikum ein Erfolg. Bei einem für damalige Verhältnisse hohen Budget von 4,1 Millionen Dollar spielte er weltweit bis 1970 zwölf Millionen Dollar ein. 1993 wurde unter der Regie von Luis Mandoki ein Remake mit Melanie Griffith, Don Johnson und John Goodman gedreht. Der deutsche Titel lautet Born Yesterday – Blondinen küßt man nicht.

## Kritiken
Bosley Crowther lobte den Film in der New York Times vom 27. Dezember 1950 als einen der „besten Filme des vergehenden Jahres“. Judy Hollidays Darbietung sei „unbezahlbar“ und der Film lege im Vergleich zur Bühnenversion seinen Fokus mehr auf die „soziale Bedeutung“ des Theaterstücks. Cukor habe es geschafft, sowohl die komödiantischen als auch die moralischen Aspekte des Stoffes herüberzubringen. Neben der von Crowther in großen Tönen gepriesenen Darstellung Hollidays lobte er auch die Schauspieler William Holden, Howard St. John und Broderick Crawford, wobei letzterer die Rolle des korrupten Geschäftsmannes – im Vergleich zu der Darbietung Paul Douglas’ in derselben Rolle am Broadway, die noch Reste an Sympathie für Harry gezeigt habe – deutlich gieriger und böser interpretiere.
Das Lexikon des internationalen Films urteilte: „Cukor, einer der wenigen Hollywood-Regisseure, der immer von neuem die gängigen Weiblichkeits-Stereotypen entlarvte, hat in Zusammenarbeit mit Garson Kanin einen Film geschaffen, der seiner Zeit weit voraus war.“

## Auszeichnungen
- Oscar 1951
  - Auszeichnung:
    - Beste Hauptdarstellerin – Judy Holliday

  - Nominierung:
    - Bester Film
    - Beste Regie – George Cukor
    - Bestes adaptiertes Drehbuch – Albert Mannheimer
    - Bestes Kostümdesign (Schwarzweiß) – Jean Louis
- Golden Globe 1951
  - Auszeichnung:
    - Beste Hauptdarstellerin – Komödie oder Musical – Judy Holliday

  - Nominierung:
    - Bester Film – Drama
    - Beste Regie
    - Beste Hauptdarstellerin – Drama – Judy Holliday
- Library of Congress
  - Aufnahme in das National Film Registry 2012

## Deutsche Fassung
Die deutsche Synchronfassung entstand 1951 in den Ateliers der Ala-Film GmbH, München, unter der Regie von Conrad von Molo. Das Dialogbuch verfassten Helmut Käutner und Erika Streithorst.
| Rolle                      | Darsteller         | Synchronsprecher      |
| -------------------------- | ------------------ | --------------------- |
| Emma Dawn                  | Judy Holliday      | Marit Grindel-Barneck |
| Harry Brock                | Broderick Crawford | Hans Hinrich          |
| Paul Verrall               | William Holden     | Horst Caspar          |
| Jim Devery                 | Howard St. John    | Wolfgang Eichberger   |
| Eddie                      | Frank Otto         | Walter Wehner         |
| Abgeordneter Norval Hedges | Larry Oliver       | Klaus W. Krause       |